# 1027
1027 (MXXVII) var ett normalår som började en söndag i den julianska kalendern.

## Händelser

### Mars
- 26 mars – Påven Johannes XIX kröner Konrad II till tysk-romersk kejsare.

### Maj
- 14 maj – Henrik II kröns till kung av Frankrike i Katedralen i Reims.
- Aldred blir abbot i Tavistock.
- Den tibetanska kalendern börjar.
- Hisham III blir kalif av Córdoba.
- Invandrade normander får ett område i Syditalien.

## Födda
- Viktor III, född Dauferius, påve 1086–1087
- Vilhelm Erövraren, hertig av Normandie 1035–1087 och kung av England 1066–1087 (född omkring detta eller nästa år)

## Avlidna
- Rickard II av Normandie, hertig av Normandie.